# کمان آبششی

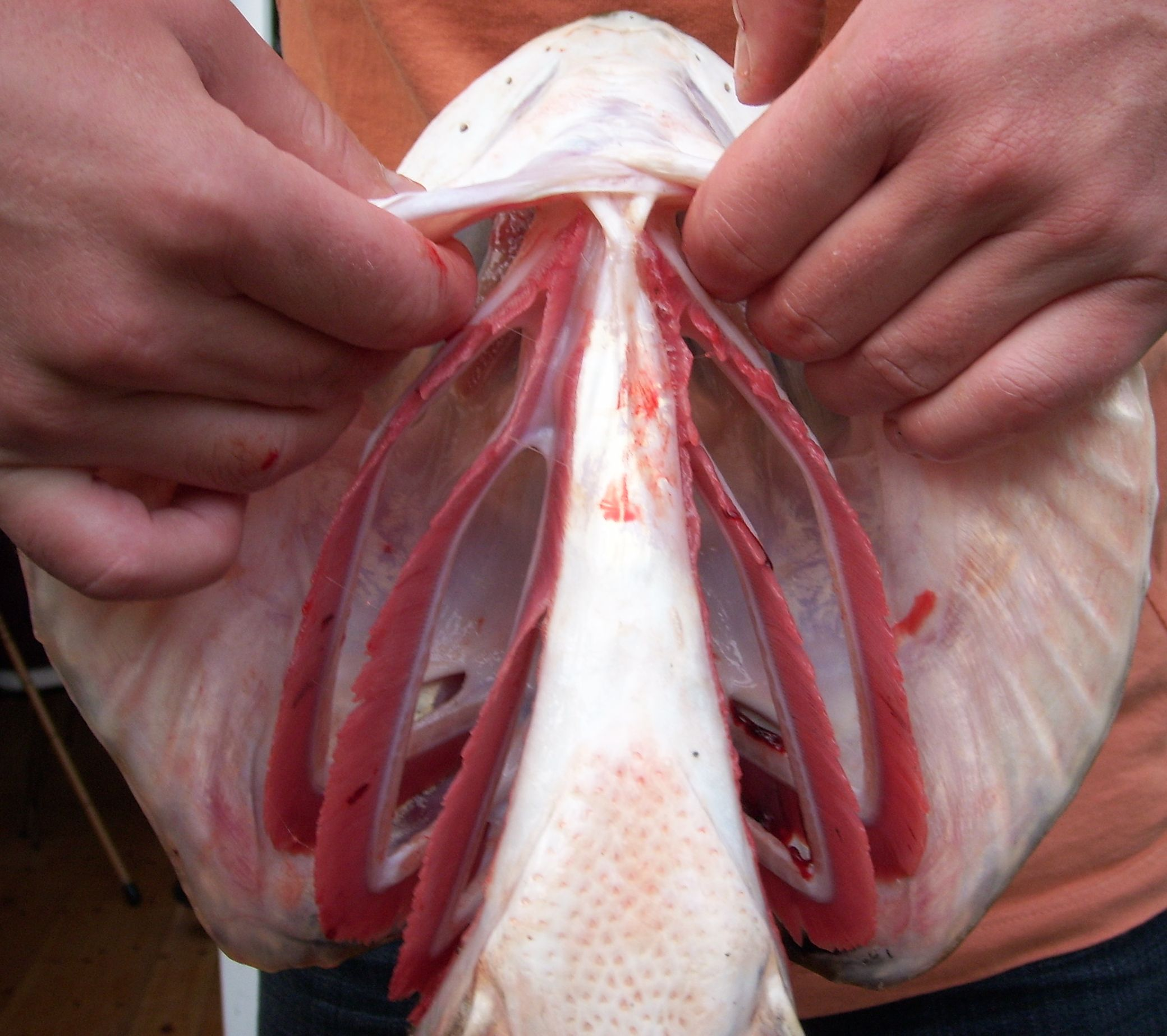
کمان‌های آبششی نگهدارنده آبشش اردک‌ماهی.

کمان‌های آبششی (انگلیسی: Branchial arches) مجموعه‌ای از حلقه‌های استخوانی موجود در ماهی هستند که از آبشش‌ها حمایت می‌کنند. از آنجایی که داشتن آبشش وضعیت اولیه مهره‌داران است، همه جنین‌های مهره‌دار دارای قوس‌های حلقی می‌شوند، اگرچه سرنوشت نهایی این کمان‌ها بین گونه‌های مختلف متفاوت است. در ماهی آرواره‌دار، کمان اول به آرواره و کمان دوم به آرواره زیرین لامی‌شکل تبدیل شده‌است که در آن کمان‌های پسین، از آبشش‌ها پشتیبانی می‌کنند.
در دوزیستان و خزندگان، بسیاری از عناصر از جمله کمان‌های آبششی از میان رفته‌اند و در نتیجه فقط آرواره‌های دهان و یک دستگاه لامی (هیوئید) باقی مانده‌است. در پستانداران و پرندگان، استخوان لامی هنوز ساده‌تر است. همه مهره‌داران پایه با آبشش نفس می‌کشند. آبشش‌ها درست پشت سر حمل می‌شوند و در حاشیه پسینِ (خلفیِ) مجموعه‌ای از روزنه‌ها از مری به سمت بیرونی قرار می‌گیرند. هر آبشش توسط یک کمان غضروفی یا استخوانی نگه داشته می‌شود.
ماهیان استخوانی دارای سه جفت کمان، ماهی‌های غضروفی دارای پنج تا هفت جفت و ماهی‌های بدون آرواره اولیه دارای هفت جفت کمان هستند. نیاکان مهره‌داران بدون شک دارای قوس‌های بیشتری بودند، زیرا برخی از خویشاوندان طنابدار آن‌ها بیش از ۵۰ جفت آبشش دارند.
در دوزیستان و برخی از ماهی‌های استخوانی اولیه، لاروها دارای آبشش‌های بیرونی هستند که از کمان‌های آبشش منشعب می‌شوند. این‌ها در بزرگسالی کاهش می‌یابند و عملکرد آنها توسط آبشش‌های مناسب در ماهی و شش‌ها در بیشتر دوزیستان انجام می‌شود. برخی از دوزیستان آبشش‌های لارو بیرونی را در بزرگسالی حفظ می‌کنند، سامانه پیچیده آبشش درونی همان‌طور که در ماهی دیده می‌شود ظاهراً در اوایل تکامل چهاراندامان به‌طور غیرقابل برگشتی از بین رفته‌است.

## کارکرد

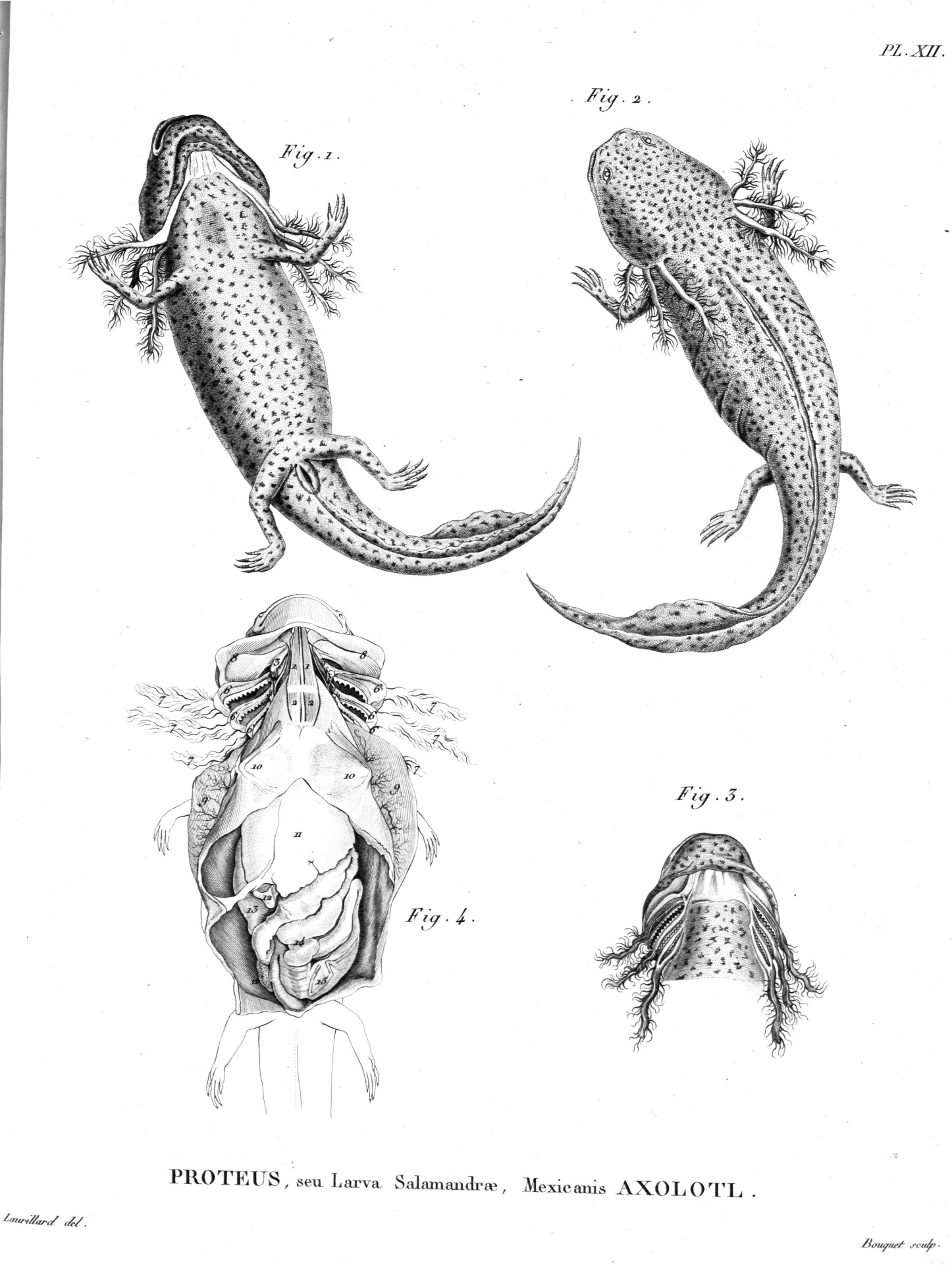
بخشی از آناتومی اکسلوتل یا همان سمندر مکزیکی

مجموعه آبششی معمولاً برای تنفس یا تغذیه استفاده می‌شود. بسیاری از ماهی‌ها، کمان‌های آبشش خلفی را به آرواره‌های حلقی تغییر داده‌اند، که اغلب به دندان‌های حلقی مخصوص برای خوردن طعمه‌های خاص مجهز هستند (دندان‌های بلند و تیز در مارماهی‌های گوشتخوار در مقایسه با دندان‌های پهن و له‌کننده در کپور سیاه سفت‌خوار). در دوزیستان و خزندگان، کمان لامی به دلایل مشابه اصلاح شده‌است و اغلب در تنفس دهانی استفاده می‌شود و اغلب در بیرون‌زدگی زبان برای گرفتن طعمه نقش دارد. در گونه‌هایی با حرکات زبانی پَرتابه‌ای بسیار تخصصی مانند آفتاب‌پرست یا برخی سمندرهای بی‌شش، دستگاه لامی برای این منظور به شدت اصلاح شده‌است، در حالی که اغلب در گونه‌هایی که از تغذیه مکشی استفاده می‌کنند، بیش‌پرورده می‌شود. در گونه‌هایی مانند مارها و بزمجه‌ها که زبانشان تنها نقش یک اندام حسی را پیدا کرده‌است، از دستگاه لامی اثر کمی به‌جا مانده‌است.

## آب‌پرده‌داران
آب‌پرده‌داران (آمنیوت‌ها) آبشش ندارند. در آن‌ها، در جریان رویان‌زایی، کمان‌های آبششی به صورت قوس حلقی درمی‌آیند و اساس ساختارهایی اصلی مانند آرواره، غده تیروئید، حنجره، کلوملا (متناظر با استخوان رکابی در پستانداران)؛ و در پستانداران اساس استخوان‌های چکشی و سندانی را می‌ریزند.